# Autoritratto (Carriera)
Autoritratto è un dipinto della pittrice italiana Rosalba Carriera, realizzato nel 1745 e conservato presso la Queen's Gallery, una galleria pubblica di Buckingham Palace.

## Descrizione
In questo autoritratto, uno degli ultimi della pittrice, è possibile notare le particolarità che stanno nella decorazione dell'abito: pelliccia, bordi dorati e talvolta in pizzo. Il fulcro del dipinto è però focalizzato sul volto dell'artista, l'elemento più luminoso dell'opera. Rosalba Carriera decise di ritrarsi con un volto piuttosto indifferente. Ciò rimanda appositamente a tutto il percorso artistico della celebre pittrice veneziana (nonché al suo sviluppo psicologico), iniziato con gioiosi autoritratti e concluso con atmosfere più drammatiche e dure, questo a causa dell'imminente e tragica cecità, che le impedì di dipingere nel suo ultimo decennio di vita.